# Централни стадион (Јекатеринбург)
Централни стадион (рус. Центра́льный стадио́н) вишенаменски је стадион у Јекатеринбургу, Русија. 

## Историја
Централни стадион је планиран да буде један од стадиона домаћина за Светско првенство у фудбалу 2018. године. Капацитет стадиона за Светско првенство је 35.696 седећих места, а након првенства капацитет ће бити редуциран на 23.000 места. Током првенства назив стадиона је Јекатеринбург арена.
На њему је предвиђено да се одиграју четири утакмице у групној фази Светског првенства у Русији.

## Галерија слика
- 2012.
- 2012.
- 2018.

## ФИФА Светско првенство 2018.
| Датум         | Време              | Тим #1    | Резултат | Тим #2  | Група   | Број посетилаца |
| ------------- | ------------------ | --------- | -------- | ------- | ------- | --------------- |
| 15. јун 2018. | 17:00 YEKT (UTC+5) | Египат    | 0 : 1    | Уругвај | Група А | 27.015          |
| 21. јун 2018. | 20:00 YEKT (UTC+5) | Француска | 1 : 0    | Перу    | Група Ц | 32.789          |
| 24. јун 2018. | 20:00 YEKT (UTC+5) | Јапан     | 2 : 2    | Сенегал | Група Х | 32.572          |
| 27. јун 2018. | 19:00 YEKT (UTC+5) | Мексико   | 0 : 3    | Шведска | Група Ф | 33.061          |